# Rick Rubin
Frederick "Rick" Jay Rubin (Lido Beach, New York, 10. ožujka 1963.) je američki glazbeni producent, MTV ga je nazvao "najvažnijim producentom posljednjih dvadeset godina". Osim što je producent, također je i glazbenik (bio je prvi DJ Beastie Boysa), i čelna osoba izdavačke kuće American Recordings.

## Djelomičan popis produciranih albuma
- 1985.: Radio - LL Cool J
- 1986.: Licensed To Ill - Beastie Boys
- 1986.: Raising Hell - Run-D.M.C.
- 1986.: Reign in Blood - Slayer
- 1987.: Electric - The Cult
- 1986.: ...And Justice for All - Metallica
- 1988.: Tougher Than Leather - Run-D.M.C.
- 1988.: South of Heaven - Slayer
- 1990.: Seasons in the Abyss - Slayer
- 1991.: Decade Of Aggression - Slayer
- 1991.: Blood Sugar Sex Magik - Red Hot Chili Peppers
- 1993.: Wandering Spirit - Mick Jagger
- 1994.: American Recordings - Johnny Cash
- 1994.: Divine Intervention - Slayer
- 1994.: Wildflowers - Tom Petty
- 1995.: One Hot Minute - Red Hot Chili Peppers
- 1995.: Ballbreaker - AC/DC
- 1996.: Songs And Music From "She's The One" - Tom Petty And The Heartbreakers
- 1996.: Unchained - Johnny Cash
- 1996.: Undisputed Attitude - Slayer
- 1998.: "Let Me Give the World to You" - The Smashing Pumpkins (neobjavljena pjesma)
- 1998.: Northern Star - Melanie C ("Suddenly Monday" i "Ga Ga")
- 1998.: VH1 Storytellers - Johnny Cash & Willie Nelson
- 1998.: Diabolus in Musica - Slayer
- 1998.: System of a Down - System of a Down
- 1998.: Chef Aid: The South Park Album - South Park
- 1999.: Californication - Red Hot Chili Peppers
- 1999.: Echo - Tom Petty And The Heartbreakers
- 1999.: Loud Rocks - razni izvođači ("Shame" od System of a Down i Wu-Tang Clan, "Wu-Tang Clan Ain't Nothing Ta Fuck Wit" Tom Morello, Chad Smith i Wu-Tang Clan)
- 1999.: The Globe Sessions - Sheryl Crow ("Sweet Child O'Mine")
- 2000.: American III: Solitary Man - Johnny Cash
- 2000.: Renegades - Rage Against The Machine
- 2001.: Amethyst Rock Star - Saul Williams
- 2001.: Toxicity - System of a Down
- 2002.: American IV: The Man Comes Around - Johnny Cash
- 2002.: By the Way - Red Hot Chili Peppers
- 2002.: Audioslave - Audioslave
- 2002.: Steal This Album! - System of a Down
- 2003.: Results May Vary - Limp Bizkit
- 2003.: Unearthed - Johnny Cash
- 2003.: De-Loused In The Comatorium - The Mars Volta
- 2003.: The Black Album - Jay Z ("99 Problems")
- 2003.: Live At The Grand Olympic Auditorium - Rage Against The Machine
- 2004.: Vol. 3 (The Subliminal Verses) - Slipknot
- 2004.: Crunk Juice - Lil' Jon And The East Side Boyz ("Stop Fuckin' Wit Me")
- 2005.: Make Believe - Weezer
- 2005.: Fijación Oral Vol. 1 - Shakira
- 2005.: Oral Fixation Vol. 2 - Shakira
- 2005.: Out of Exile - Audioslave
- 2005.: Mezmerize - System of a Down
- 2005.: Hypnotize - System of a Down
- 2006.: Christ Illusion - Slayer
- 2006.: Stadium Arcadium - Red Hot Chili Peppers
- 2006.: Taking The Long Way - Dixie Chicks
- 2006.: American V: A Hundred Highways - Johnny Cash
- 2006.: FutureSex/LoveSounds - Justin Timberlake ("(Another Song) All Over Again")
- 2006.: The Saints Are Coming - U2 i Green Day
- 2007.: Minutes To Midnight - Linkin Park
- 2007.: Death Magnetic - Metallica
- 2007.: U2-ov šesnaesti album - U2
- 2007.: American VI - Johnny Cash
- 2007.: Weezerov šesti album - Weezer
- 2007.: "Better Than I've Ever Been" - Kanye West, Nas, KRS-One i Rakim
- 2007.: Kid Rockov deveti album - Kid Rock
- 2009.: World Painted Blood - Slayer